# Manoir de Mallenchen
Le manoir de Mallenchen (Herrenhaus Mallenchen) est un manoir allemand du XVIIIe siècle situé à Mallenchen, petit village dépendant de Groß Jehser, faisant partie de la municipalité de Calau dans l'arrondissement de Haute-Forêt-de-Spree-Lusace (Brandebourg).

## Histoire

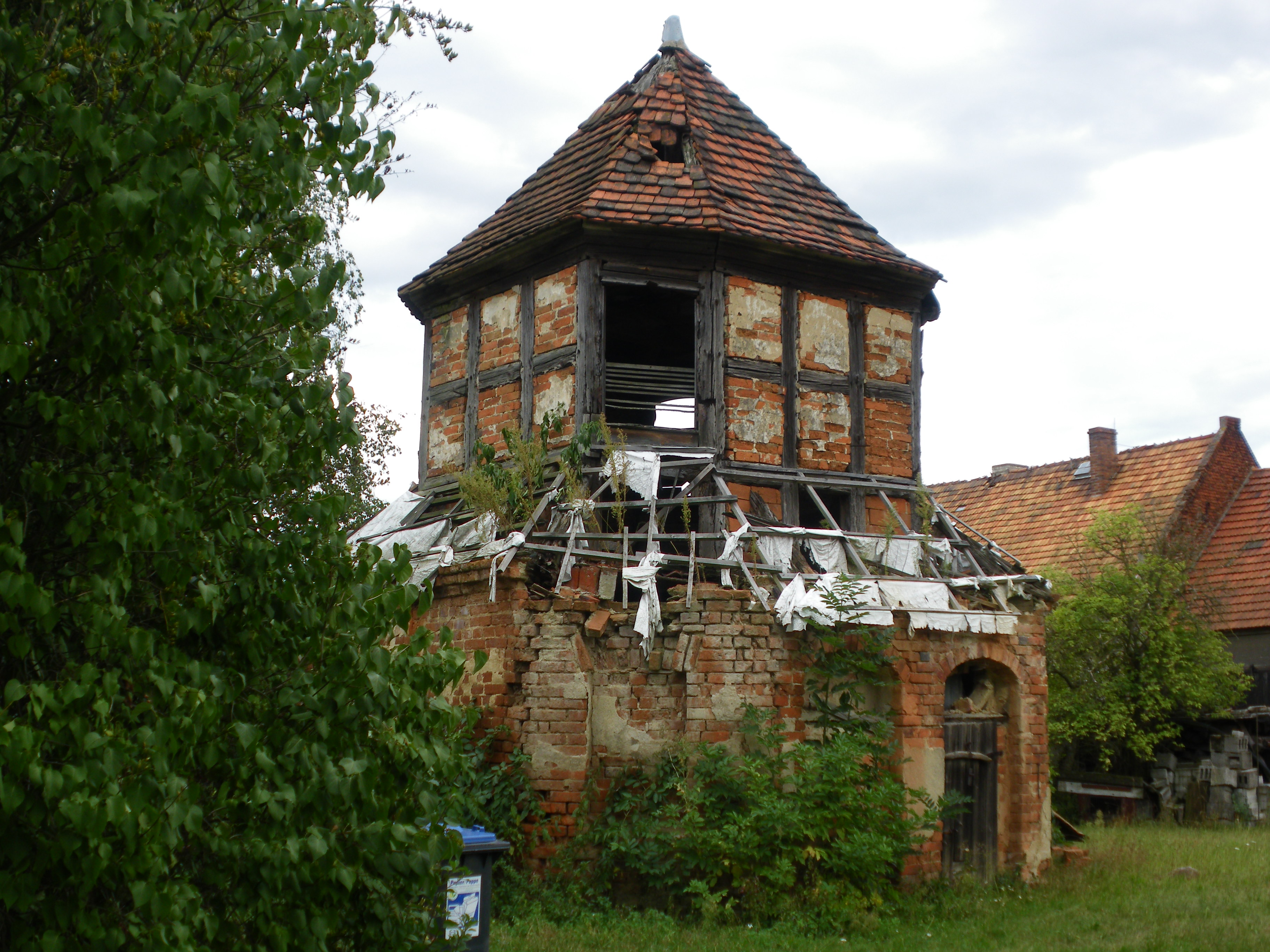
Le pigeonnier de Mallenchen

Le domaine de Mallenchen (mot venant du bas-sorabe, petit lac) a été cité pour la première fois en 1527. Le village et ses terres agricoles appartiennent de 1682 à 1945 à la famille von Patow. La Basse-Lusace et donc Mallenchen entrent dans le royaume de Prusse, après le congrès de Vienne de 1815 et le village fait partie du district de Calau.
Le manoir actuel est construit par la famille von Patow en 1780. C'est un bâtiment simple d'un étage avec un toit à la Mansart. Il est agrandi en 1858. La famille est expropriée en 1945 et les terres nationalisées. C'est ici que naquit le futur ministre des finances de Prusse, le baron Robert von Patow (1804-1890), qui habitait à côté au château de Zinnitz.
Le manoir et le pigeonnier à colombages qui se trouve dans l'ancienne ferme du manoir font partie de la liste des édifices historiques de Calau, mais le pigeonnier est presque à l'état de ruines et le manoir nécessite une sérieuse restauration. Le petit parc devrait être réhabilité prochainement.